# Nemeritis colossea
Nemeritis colossea là một loài tò vò trong họ Ichneumonidae.